# Morcone
Morcone är en ort och kommun i provinsen Benevento i regionen Kampanien i Italien. Kommunen hade 4 897 invånare (2017).